# جواد المالحي
جواد المالحي (1969-) هو فنان تشكيلي فلسطيني ولد في مخيم شعفاط في مدينة القدس، شارك في العديد من المعارض الفنية وحاز على جائزة Accented Residency في القاهرة عام 2011.

## تعليمه
اكتسب جواد معرفة كبيرة بالشكل والبنية الفنية من خلال تجاربه الفنية بالرسم على جدران المخيم في مرحلة شبابه، وعلى أكياس المساعدات التي كانت توزعها منظمة الأمم المتحدة في المخيم. وحصل على درجة البكالوريوس في الفنون الجميلة من كلية وينشستر للفنون في المملكة المتحدة، ثم تقدم بطلب للالتحاق بمساق شهادة الماجستير في نفس الجامعة في العام 2007.

## عمله
عمل المالحي ضمن عدة مشاريع تعليمية في القدس والضفة الغربية واوروبا شملت الاطفال والشباب والمعلمين، فشغل صفة فنان مقيم في مؤسسة دلفينا مع العرض الفردي للأعمال الجديدة لعام 2010، وكذلك فنان مقيم في مؤسسة Mamaus في لشبونة. وفي عام 2000 قام بتأسيس «أوبن ستوديوز»، وهو مشروع لتعليم الفنون بشكل متواصل في مخيم شعفاط ، كما أنه انعكاس لفلسفته الجوهرية حول دور الفن والفنان. وحاز جواد على العديد من المنح من مؤسسة الأمير كلاوس وغيرها من المنظمات الدولية.

## أسلوبه الفني
ركز جواد خلال مسيرته الفنية على استكشاف المجتمعات وعلاقتها ببيئاتها، والمعرفة المحلية وممارساتها اليومية في الحياة من خلال الرسم والفيديو والتركيب والتصوير الفوتوغرافي. كما بدأ باختبار فن النحت والتجهيز وأصبح مفتونا بالصلات التقنية والبصرية القائمة بين الأبعاد الثنائية والثلاثية. ونظراً إلى اهتماماته الكثيرة والابتعاد المحلي عن التجريد، استنتج أنه يمكن حل عدد من المعضلات بفضل فن التصوير، فهي وسيلة سبق له أن استخدمها كأداة للبحث والتطوير. وقد نجح في تعزيز هذا التحول عبر تقديمه صوراً في المعرض المقام في إطار مسيرته الدراسية، مع أن تخصصه كان في فن الرسم وليس في فن التصوير.

## المعارض والمقتنيات

### المعارض الفردية
- معرض "من هنا إلى هناك" عام 2000، ستي ديزارت، باريس.
- معرض "تدابير عدم اليقين" عام 2014، مؤسسة المعمل ، القدس.
- معرض "هل هناك مكان لي هنا ؟ هل هناك أي غرفة في نزل؟" عام 2017، فندق الجدار، بيت لحم.
- معرض "منزل رقم ۱۹۷" عام 2017، ERG، بروکسل.

### المعارض الجماعية
- معرض تضاريس حميمة عام 2019، المتحف الفلسطيني، رام الله.
- معرض تسلق المد عام 2019، مؤسسة كمال لزار، تونس.
- معرض أمم متعاقدة من الباطن عام 2018، مؤسسة عبد المحسن القطان، رام الله.

- معرض تدابير عدم اليقين عام 2016، آرت، دبي.
- معرض تحية لدونا هارواي عام 2012، مؤسسة المعمل للفن المعاصر، القدس.
- معرض الطابق الأرضي عام 2010، كوبنهاغن.
- معرض فلسطين عام 2009، بينالي فينيسيا.
- معرض في منتصف الشرق عام 2008، جاليري صفير، بيروت.
- معرض Gemak عام 2008، لاهاي .
- معرض أحكام للمستقبل عام 2008، بينالي الشارقة التاسع.

### المقتنيات
- وزارة الثقافة الفلسطينية.
- المتحف البريطاني.
- متحف الحرب الامبراطوري، لندن.
- مركز بومبيدو، فرنسا.
- مؤسسة كمال لزار، تونس.
- مجموعة بارجيل، الإمارات العربية.